# 3-하이드록시아이소뷰티르산
3-하이드록시아이소뷰티르산(영어: 3-hydroxyisobutyric acid) 또는 3-하이드록시-2-메틸프로판산(영어: 3-hydroxy-2-methylpropanoic acid)은 발린의 대사 과정에서의 대사 중간생성물이다. 3-하이드록시아이소뷰티르산은 D-3-하이드록시아이소뷰티르산 및 L-3-하이드록시아이소뷰티르산의 2가지 거울상 이성질체를 갖는 카이랄성 화합물이다.

## 같이 보기
- 3-하이드록시아이소뷰티릴-CoA
- 3-하이드록시아이소뷰티르산 탈수소효소
- 2-하이드록시뷰티르산